# 湘菜

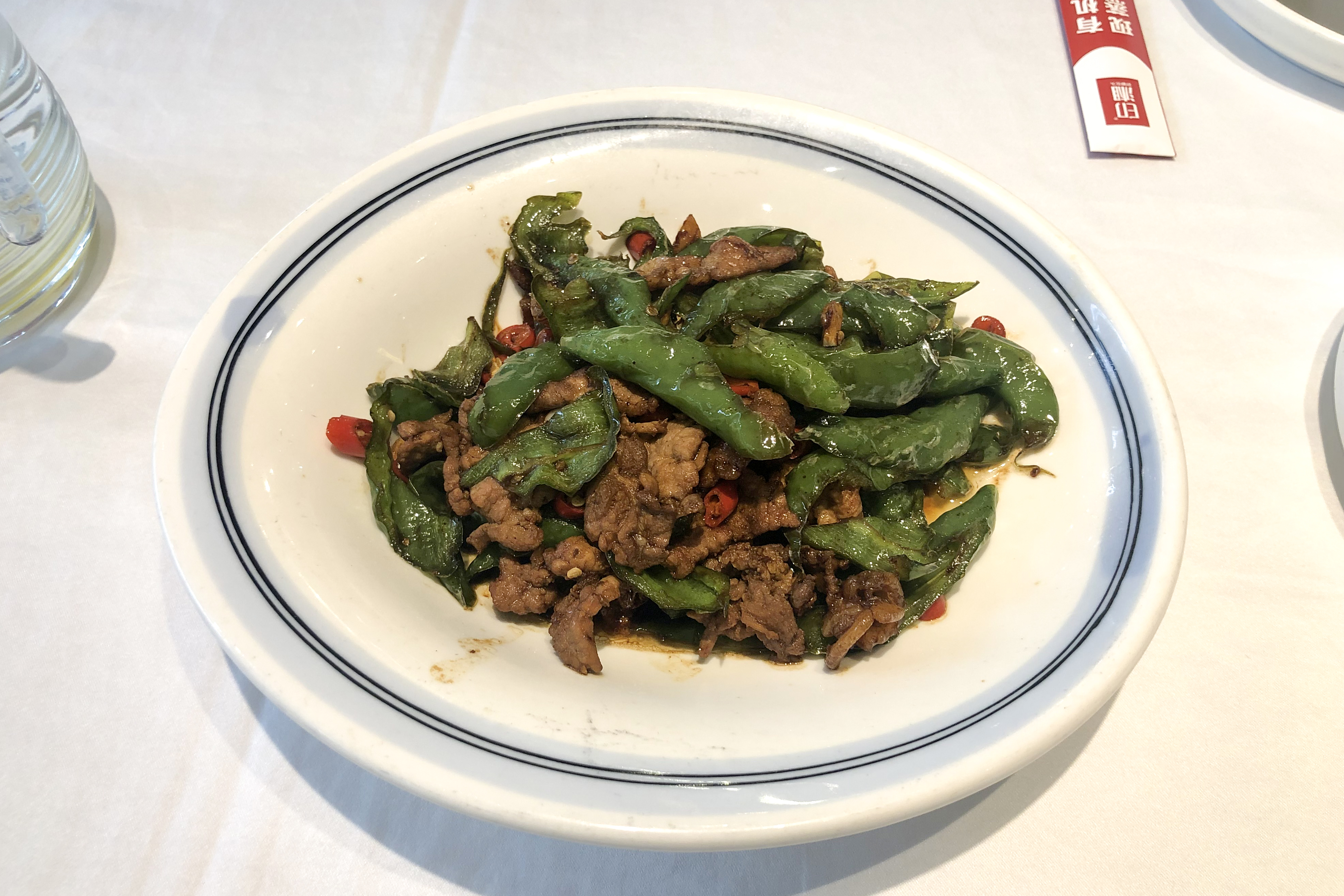
辣椒炒肉

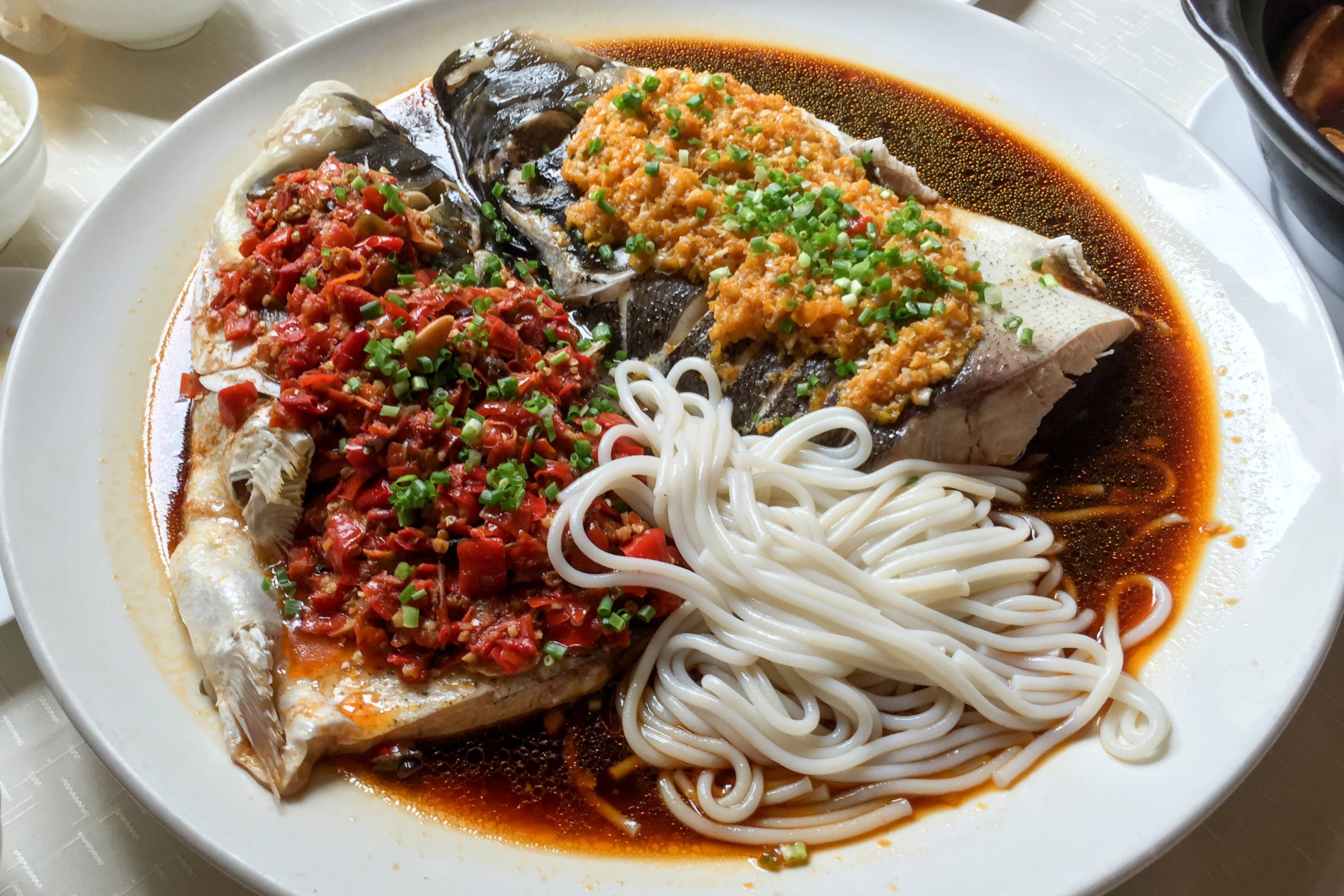
剁椒魚頭

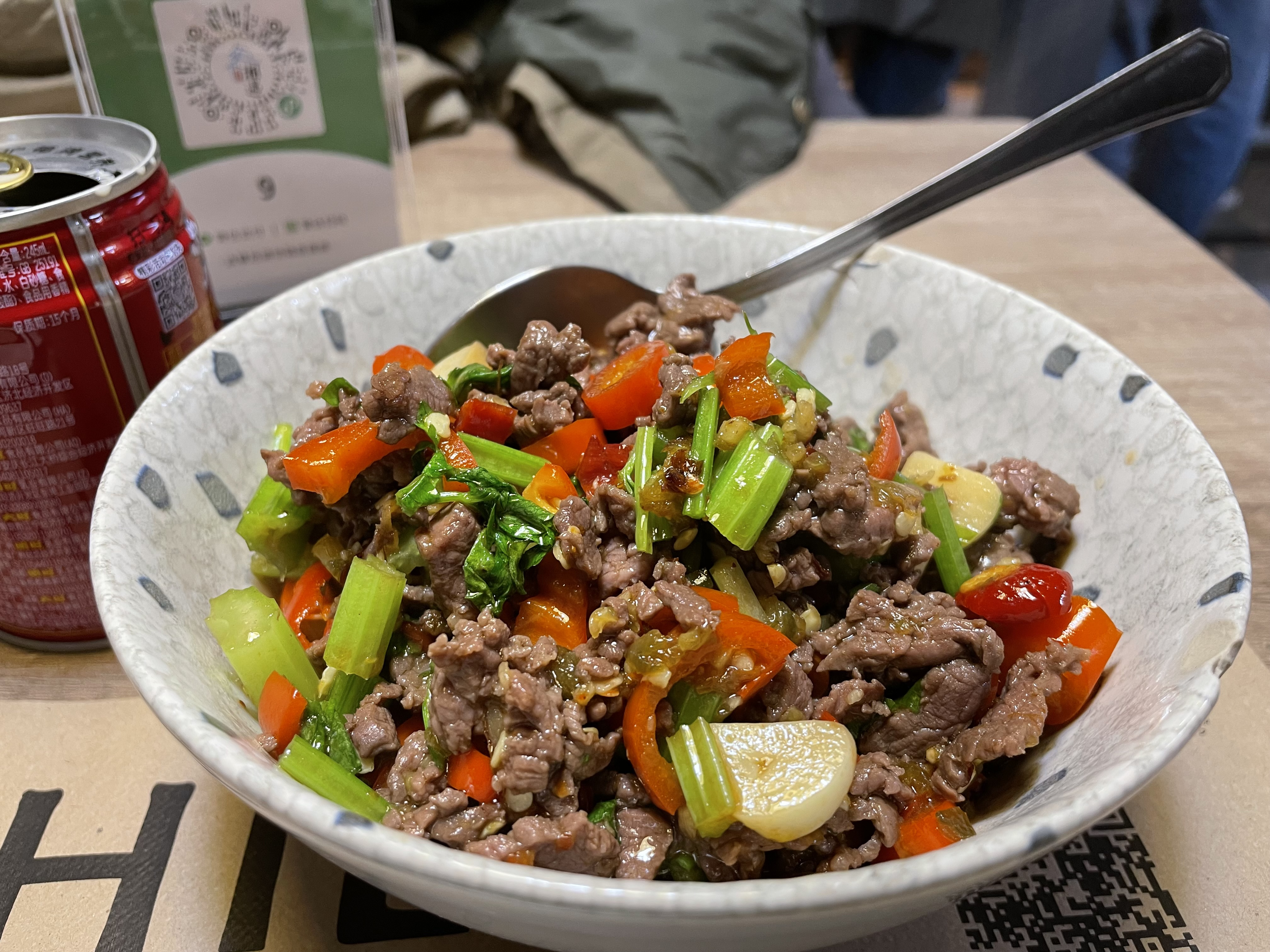
小炒黄牛肉

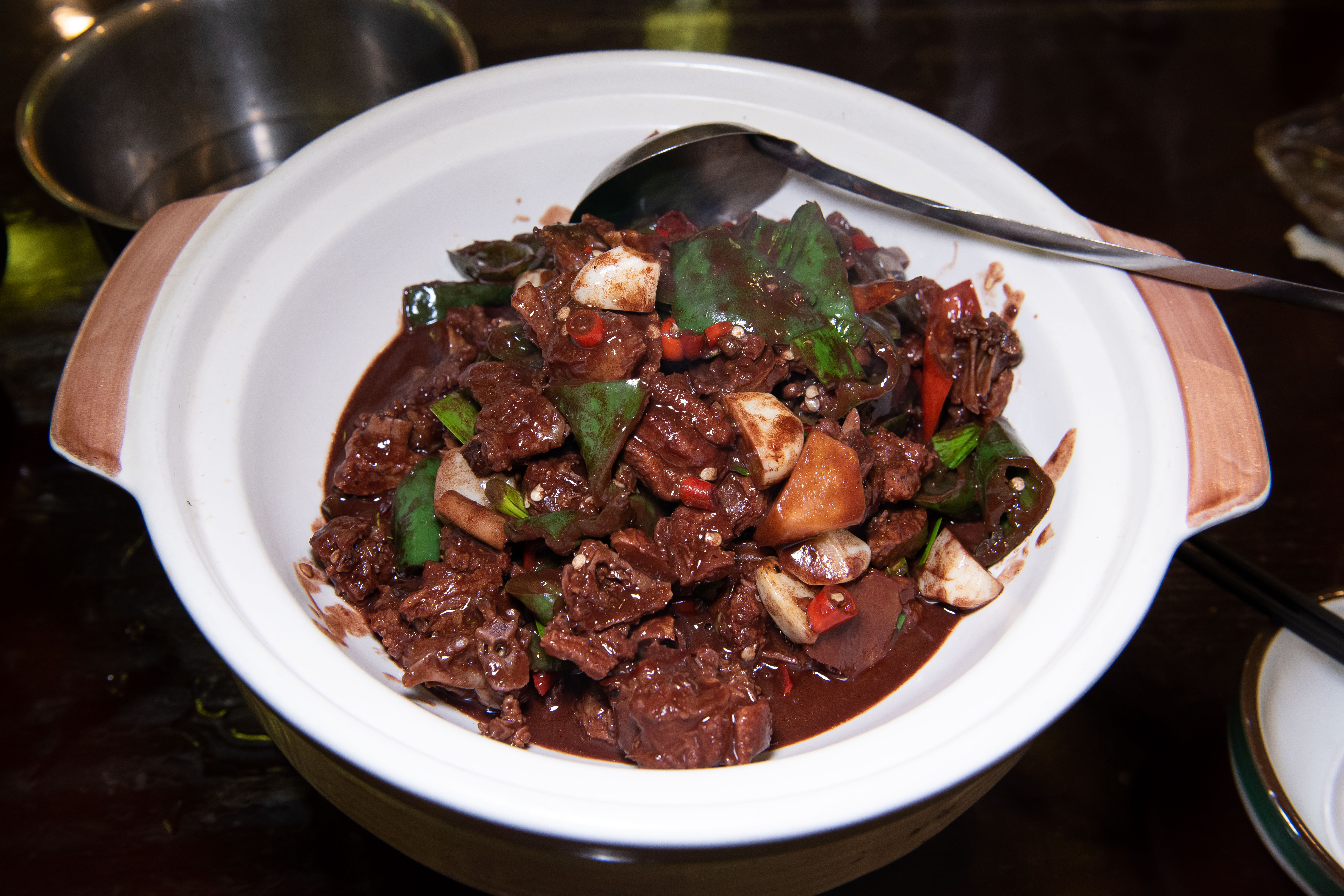
永州血鸭

湘菜（亦称湖南菜）是湖南省本地的菜系，為中国八大菜系之一。湘菜以辣味丰富适当、制作严谨、突出菜肴本味而著名，令许多原本不习惯辣椒味道的人都喜欢上食用辣椒和湘菜。:1:6:2–3但其实传统的湘菜中，只有百分之二十的菜肴在烹制时会加入辣椒并有比较强烈的辣味；湘菜中亦有一部分菜肴在烹制时根本不使用辣椒，或加入辣椒只为增加香味。:1:6:2–3由于同样以辣闻名，在湖南和川渝以外的一些餐馆会兼营川菜和湘菜。:1:6:2–3

## 历史
湘菜拥有两千多年的记载历史，春秋戰國时期的詩作《招魂》即已有以下记载：

此外，《招魂》中亦提及了“楚酪”、“醢豚”、“苦狗”、“炙鸦”、“烝凫”、“煎”、“雀”等食物，由此可以分析推斷出當時的湖南地域人民已經掌握了烧、烤、焖、煎、煮、蒸等烹飪方法。同時，當時湖南地域的菜餚已經形成了以酸、咸、甜、苦为主的古代南方中國菜風味，《楚辭》中又有記載：
至中國秦漢兩代，湘菜的風格越發成熟，位于长沙市马王堆的西汉古墓中就出土了比较完整的竹简菜谱，上面记录了的羹类菜已有七大类，几十个品种，而菜谱中所记录的烹调方式、菜肴用料、佐料都已初步显示湖南地域的菜肴特点。後歷經唐宋兩代的發展，最終於明清時期形成我們現在品嚐到的湘菜。

## 特色

### 选料严格
传统的湘菜对原材料的选用十分严格，許多菜肴烹制的好坏与原材料的选用息息相关，饮食亦有季节上的禁忌和区别，例如蔬菜的烹制有菜心、菜苞、菜胆等区别，即使是白菜，亦要按照该分类来区分，两寸长是菜心，两寸至一寸半是菜苞，一寸以内是菜胆。:1:6:2–3

### 刀工精细
湘菜的一大特点就是刀工精细。湘菜中基本切割后的食材形状有十种，同时亦有十种基本刀工组成的十几种其它切割方式，分别是：丁、坨、丝、片、块、条、米、茸、末、花。:1:6:2–3在刀工上，湘菜十分注重主料和配料的形状一致，尤其是高档湘菜，可以提升菜肴在视觉上的美感。:1:6:2–3
当代的年轻厨师在制作菜肴上发生了严重的退化。许多厨师不知如何切出恰当的食材形状，比如最重要的调料辣椒只知切成圈状或筒状，而原因被普遍认为是厨师学校需要培训大量厨师，不能系统培养厨师学习精细刀法的缘故。:1:6:2–3
刀工的退化亦体现在以下方面，比如将“削皮”变成“切皮”。正确的削皮方式是削和刨，但当代厨师为了追求速度，只直接将食材可食用的部分及外皮一起切下，且会浪费很多原料。:1:6:2–3同时，在某些菜式上，比如“口味虾”、“口味蛇”，当代厨师往往会放置过多辣椒圈甚至直接将未经切割的辣椒用来调味，不仅浪费辣椒，且主料掩盖在众多辅料中。:1:6:2–3倘若将辣椒切成块状或条状则能显得丰富充实，并能让食材入味，且不会浪费。:1:6:2–3

### 味型多元
湘菜的味道有基本味与复合味的区别。基本味就是酸甜苦辣咸等单一味，而复合味就是有基本味组成的味觉体验更复杂的味道。味型有利于在创造新菜肴时确定基本味道，并节省调味料。湘菜热菜的基本味型有三十三种，主要包括：酸辣、咸酸、辣咸、腊香、豉香、酱辣、咸鲜、臭香、湘卤、霉香等。湘菜十分强调入味、透味、本味的关系。:1:6:2–3而入味，是湘菜令食客喜爱的一大因素。王墨泉认为：“有味使之出味，无味使之入味” 。:1:6:2–3制作菜肴则要让这些味道融合，成为菜肴本身独特的味道。比如制作苦瓜鸡蛋。如果先炒熟苦瓜，放盐入味，然后和蛋搅拌再下锅就能让蛋有苦瓜的味道，而苦瓜也能有蛋的香味。:1:6:2–3

### 辣味丰富
湘菜使用的不仅有辣椒，亦会将辣椒与其它食材或佐料混合用来丰富辣椒的口感，比如剁辣椒、豆豉辣椒等。这些新的制作不仅能创造出新的菜式，比如剁椒鱼头，单独作为下饭菜亦是不错的选择。湘菜亦不只有辣味，且传统的湘菜只有百分之二十的菜肴有辣味。而在一些菜肴，比如炖菜等，会放一些辣椒让菜肴带上些许香味，同时亦不会有太辣的口感。但在一些特別的菜肴中，尤其是生鲜菜肴，不能放過多的辣椒。:1:6:2–3

## 独特烹饪方法
西汉时期，湘菜就有羹、炙、脍、濯、熬、腊、濡等多种技艺，经过长期的演化，现今以煨、焖、蒸、炒、炖见长。:3:8–9:8–10

### 煨
煨，是将原料先用开水焯烫，放入锅中加入汤水和调料，用旺火烧开，之后用小火长时间加热，直到汤汁粘稠。:3:8–9:8–10煨在色泽上的变化分作红煨、白煨，在调料上分作清汤煨、浓汤煨、奶汤煨。:3:8–9:8–10

### 焖
焖，是将经过油煎、煸炒、焯水的原料，加上汤水以及调味料，盖上盖子，用旺火烧开，再用中小火长时间烧煮。:3:8–9:8–10焖因生熟不同分作生焖、熟焖，因传热介质不同分作油焖、水焖，因色泽不同分作红焖、黄焖等。:3:8–9:8–10

### 蒸
蒸，是以蒸汽为加热介质的烹饪方法，将半成品或原料装在容器里，加上调味料，通过蒸汽把食物蒸熟即可。:3:8–9:8–10蒸分作粉蒸、清蒸。其中，浏阳蒸菜是湘菜的代表。:3:8–9:8–10

### 炒
炒，是以油为主要导热体，将原料用中旺火在较短时间加热成熟，调味成菜的方法，湘菜以“爆炒”见长，突出鲜、嫩、香、辣。:3:8–9:8–10

### 炖
炖，是将经过炸、煎、煸、水煮等熟处理制成的半成品，放在陶器内，加冷水，旺火烧开，再用小火，加调味料，加热到食材软烂。:3:8–9:8–10

### 汆
汆，用大火速成的菜，用小片、丝或者剁蓉的丸子，放入鲜味的沸水中汆熟，装入汤碗，再浇上滚开的鲜汤。:8

### 炸
炸，属于油熟方法，炸、熘、爆、炒、煎、贴等都常用的油熟法，炸分作清炸、干炸、软炸、酥炸、卷包炸等，成品酥、脆、松、香。:9

### 焯
焯水是将初步的原料放入开水锅里加热到半熟或全熟，取出以备进一步的烹饪或调味，它是湘菜中的凉拌菜不可或缺的一道工序，对菜肴的色、香、味起着重要作用。:9

### 涮
涮，用火锅把水烧沸，把主料切成薄片，放入火锅中涮片刻时间，变色刚熟就夹出来，蘸上调味料食用，它的特点是主料鲜嫩，汤味鲜美。:9

### 脍
脍是将原料油炸或煮熟后改刀，放入锅里加辅料、调料、高汤脍制的一种烹饪方法，一般是将原料投入锅里略炒，或者在滚油中过油，或者在沸水中略烫，再放入锅里加水或浓肉汤，加作料，用大火煮片刻，加入芡汁拌匀到熟。:9

### 卤
卤，分作热卤和冷卤，热卤是把初加工的家禽家畜肉放入卤水中加热浸泡，冷却即可。:10冷卤是将可以直接食用的素菜加入卤水和调味料等卤制。:10

## 独特调味品

### 剁辣椒
剁辣椒，又称剁辣子、坛子辣椒，是以朝天椒、食用盐等为原料制成的一种可以直接食用的辣椒制品，味辣而鲜咸，口感偏重。:4:7:6–7

### 腊八豆
腊八豆是将黄豆用清水泡发之后煮到熟软，捞出沥干，放到容器内发酵，再用调味品拌匀，放入坛子里腌渍而成。:4:7:6–7

### 豆豉
豆豉以其色香味形俱佳的特点是湘菜中调味品中的佳品，一般是小黑豆为原料，经过发酵制成，颗粒完整、色泽红或黑、质地柔软、汁浓味鲜、营养丰富，其代表有浏阳豆豉。:4:7:6–7

### 酱油
酱油色泽乌红，汁液浓郁，香气温馨，营养丰富，湘菜中以湘潭酱油为代表。:4:7:6–7

### 湖南米酒
米酒又称甜酒，是湘菜中烹饪经常用的特色作料，尤其是湘西、衡阳、邵阳地区，米酒可以去腥味、去膻味，还可以增香、增鲜、增色。:4:7:6–7

## 配料方法
湘菜中的配料一般从数量、口味、质地、造型、颜色五个因素考虑，常见的有五种搭配方法：:5:10:4–5

### 叠
叠，用几种不同颜色的原料，加工成片状或蓉状，再互相间隔叠成色彩相间的厚片。:5:10:4–5

### 穿
穿，用适当的原料穿在某种原材料的空席处。:5:10:4–5

### 卷
卷，将带有韧性的原料，加工成较大的片，再加入其他原料制成的蓉、条、丝、末等，然后卷起来。:5:10:4–5

### 扎
扎，把加工成条状或片状的原料，用黄花菜、海带、青笋干等捆扎成一束一束的形状。:5:10:4–5

### 排
排，利用原料本身的色彩和形状，排成各种图案。:5:10:4–5

## 支系
湘菜来源于湖南民间，种类繁多，且每个地区的湘菜都因地制宜地运用本地独特的食材发展出独特的制作方式和口味。知名的地方湘菜菜系分别是：湘江菜、湘西菜、洞庭菜。

### 湘江菜
湘江菜以官府菜而闻名，著名的菜式有组庵菜。

### 湘西菜
湘西菜以腊味而闻名。腊，是一种使用烟熏的制作方法，运用该制作方法所腌制的食物的保质期长且保持本身的独特味道。湘西菜主要使用冷烟熏制食材，且熏制范围广，包括石蛙等；湘西菜亦使用多种野生菌烹制菜肴。

### 洞庭菜
洞庭菜以“全鱼席”而闻名，全鱼席的菜肴以鱼为主，且有多种花样，比如“蝴蝶过海”使用乌鱼片煮制而成。洞庭菜亦以“钵子菜”而闻名，当地亦流传一句俗话，“不进朝廷当驸马，围着钵子咕咕嘎。” 钵子菜的特点主要是热、鲜、烂、透，且越久煮味道越浓郁。

### 台灣湘菜
台灣湘菜館使用在地食材變化出的菜色，如橙汁墨魚、鳳梨蝦球、生菜蝦鬆、湖南牛肉麵等。

## 种类

### 民间菜
民间菜是广泛流传于民间的菜肴，亦称家常菜，亦具有浓郁的地方特征。这些菜肴之所以能流行是因其经过多年的流传及改良。但这些菜肴往往简单易做、材料平常。

### 宴席菜
宴席菜是用于招待客人与来宾的菜肴，其具有一套完整的体系与习俗。宴席菜必须包含有不同的烹饪方法，菜肴的呈现上亦要有不同的色泽，要让菜肴在视觉上给人一种和谐而富于变化的感觉。同时，菜肴的口味和材料亦不能重复。此外，盛放食物的器皿的色彩、大小、形状都要搭配和谐，不能随意。
宴席菜上菜的顺序十分重要，主要的菜应该越早端上宴席越好。典型的上菜顺序应当如下：
- 首先上的应该是瓜子、花生等，让客人小吃；
- 接着上八个荤菜、八个素菜，看起来赏心悦目；
- 其次就上四个简单的热炒（热菜），让客人开胃；
- 然后上八个大菜下酒；
- 上四个随菜，类似于酸豆角炒肉泥或炒青菜等适合下饭的菜；
- 上四种点心；
- 再上四大水果。

### 官府菜
在清朝和中华民国交替之时，大量官厨流落到民间，这些官厨制作的菜肴被称为官府菜。官府菜的特点主要有：品味高雅、制作精心、原料处理、挑选精心等。在当时，官府菜也是十分受欢迎，比如辛亥革命后因清政府清除无用官僚机构所失业的官厨霍云渠在1913年和黄翰林合股在黄翰林的公馆开设的曲园酒家，曲园酒家因霍云渠邀请了当时的湘菜名厨雷银生、丁云峰、史玉和、袁善诚协同制作菜肴而名声大噪，轰动长沙。

### 组庵菜
组庵菜是谭延闿家厨曹荩臣（俗称曹四）为谭延闿制作出的两百多道官府菜的统称。组庵菜的名称来源于谭延闿的字（谭延闿，字组庵），组庵菜在当时十分受到欢迎，受欢迎的程度甚至到谭延闿需要专门定制大型餐具来供人饮食。组庵菜以“组庵鱼翅”、“组庵豆腐”、“红煨熊掌”、“鸡汁鹿筋”、“鸡汁鱼唇”、“糖心整鲍”著名。组庵菜的特点是注重原材料的运用。曹荩臣认为，“物性不良，虽易牙烹之，亦无味也。”曹荩臣做菜的特点，唐鲁孙曾评价道：“无论烧烤炖炒任何菜式，尽管腴润浓厚，一切都以软烂柔嫩为主，在加上湘菜固有的烹饪手法，于是形成驰誉大江南北谭厨独特的风格。”
近來以曹藎臣的關門弟子「湘菜泰斗」彭長貴為此派代表，改良了老湘菜的重油、重鹹、重辣等特点。至此，湘菜除家常地方菜系外，亦能见诸國宴。改良後的湘菜被稱作是「新湘菜」。

## 拓展阅读
- 杨桃美食编辑部 (编). . 江苏省南京市: 江苏凤凰科学技术出版社. 2015-07-01. ISBN 978-7-5537-4530-5.